# تپه خواریزگه
تپه خواریزگه مربوط به عصر آهن - سده‌های ۴ تا ۶ ه.ق است و در شهرستان کوهدشت، بخش طرهان، دهستان طرهان، ۵۰ متری جنوب شرق روستای چشمه خمینی واقع شده و این اثر در تاریخ ۲۸ اسفند ۱۳۸۵ با شمارهٔ ثبت ۱۸۳۹۴ به‌عنوان یکی از آثار ملی ایران به ثبت رسیده است.